# ریسانکیزوماب
ریسانکیزوماب (انگلیسی: Risankizumab) که با نام تجاری اِسکای‌ریزی شناخته می‌شود، یک آنتی‌بادی منوکلونال است که برای درمان پسوریازیس جلدی، آرتریت پسوریاتیک و بیماری کرون به‌کار می‌رود. این دارو اینترلوکین ۲۳ زیرواحد آلفا را هدف قرار می‌دهد و از طریق تزریق زیرجلدی تجویز می‌شود.
شایع‌ترین عارضه آن ابتلا به عفونت دستگاه تنفسی فوقانی (عفونت بینی و گلو با علائمی شبیه به سرماخوردگی یا آنفلوانزا) است.
این دارو برای استفاده پزشکی در اتحادیه اروپا، ایالات متحده آمریکا، کانادا و ژاپن تأیید شده است.

## موارد استفاده
ریسانکیزوماب برای درمان پسوریازیس جلدی، آرتریت پسوریاتیک و بیماری کرون تجویز می‌شود. در ژاپن نیز برای درمان پسوریازیس پوسته‌دهندهٔ گسترده و پسوریازیس اریترودرمیک تجویز می‌شود. در ژوئن ۲۰۲۴، سازمان غذا و دارو ریسانکیزوماب را برای درمان بزرگسالان مبتلا به انواع متوسط تا شدید کولیت اولسراتیو تأیید کرد.

## عوارض جانبی
حساسیت محل تزریق مانند قرمزی و درد گزارش شده‌اند، اما ناشایع هستند و تقریباً در ۰٫۸ درصد موارد دیده شده‌اند.

## تاریخچه
ریسانکیزوماب را سازمان غذا و دارو (FDA) برای درمان پسوریازیس پلاکی متوسط تا شدید در آوریل ۲۰۱۹ تأیید کرد.
سازمان غذا و دارو بر اساس شواهد اولیه از پنج کارآزمایی بالینی بر روی ۱۶۰۶ مشارکت‌کننندهٔ مبتلا به پسوریازیس جلدی این دارو را تأیید کرد. این کارآزمایی‌ها در آسیا، کانادا، اروپا، مکزیک، آمریکای جنوبی و ایالات متحده آمریکا انجام شد.
اثربخشی، ایمنی و تحمل‌پذیری بیشتر در یک کارآزمایی بالینی فاز ۳ شامل چهار کارآزمایی بالینی که ریسانکیزوماب را با اوستکینوماب، آدالیمومب و دارونما در مبتلایان به پسوریازیس جلدی مقایسه کردند، مورد بررسی قرار گرفت. نتایج این کارآزمایی‌ها اثربخشی و قابل تحمل بودن ریسانکیزوماب را تأیید کرد.